# Małgorzata Serini-Bulska
Małgorzata Julia Serini-Bulska (ur. 12 maja 1909 w Zgierzu, zm. 16 czerwca 1973 w Warszawie) – polska ginekolożka, specjalistka w dziedzinie gruźlicy narządów rodnych, uczestniczka powstania warszawskiego, w młodości m.in. florecistka i taterniczka.

## Życiorys

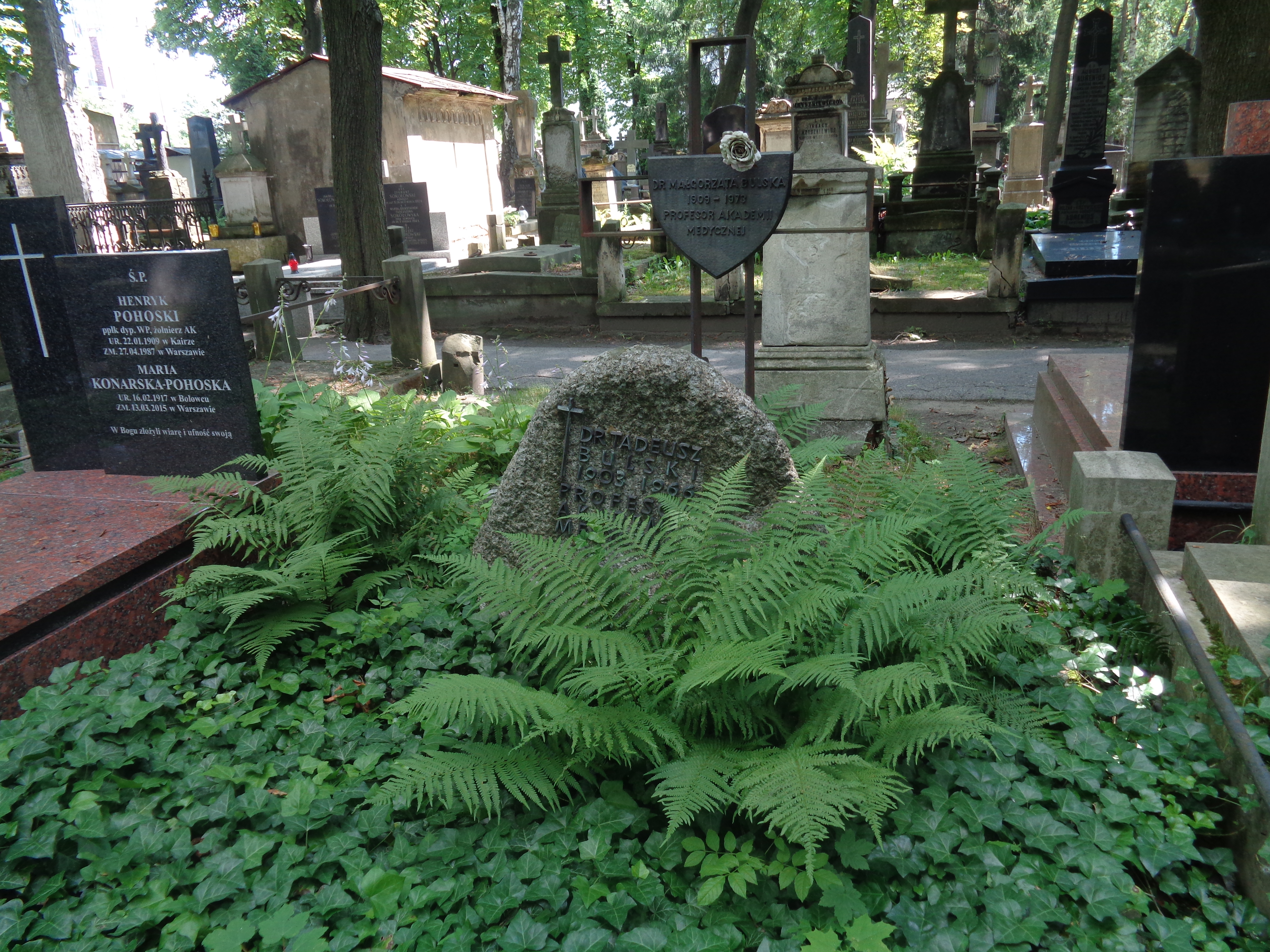
Grób Małgorzaty i Tadeusza Bulskich na cmentarzu Powązkowskim w Warszawie

### Życie osobiste
Była córką pastora parafii ewangelickiej Karola Artura Seriniego oraz Wandy z Kłossowskich, adoptowanej córki Franciszka Haessnera, lekarza w Zgierzu.
Przez przyjaciół był nazywana Gretą.
Jej mężem był Tadeusz Bulski, profesor medycyny, za którego wyszła w 1937. Mieli dwoje dzieci: córkę Wandę Teresę (ur. 1938) i syna Wojciecha Jerzego (ur. 1945). Córka jest lekarką, mieszka w Kanadzie. Ines, jedna z jej córek, zajmuje się hematologią onkologiczną. Syn Bulskich jest profesorem fizyki w Centrum Onkologii w Warszawie.
Małgorzata Serini-Bulska spoczywa z mężem na Powązkach (kwatera 17-2-18,19).

### Edukacja
W latach 1919–1926 była uczennicą Państwowego Gimnazjum im. Staszica w Zgierzu.

W 1932 skończyła studia na Wydziale Lekarskim Uniwersytetu Warszawskiego. W 1936 uzyskała doktorat z medycyny na podstawie pracy Antropomorfologia żwaczy, której promotorem był Edward Loth.

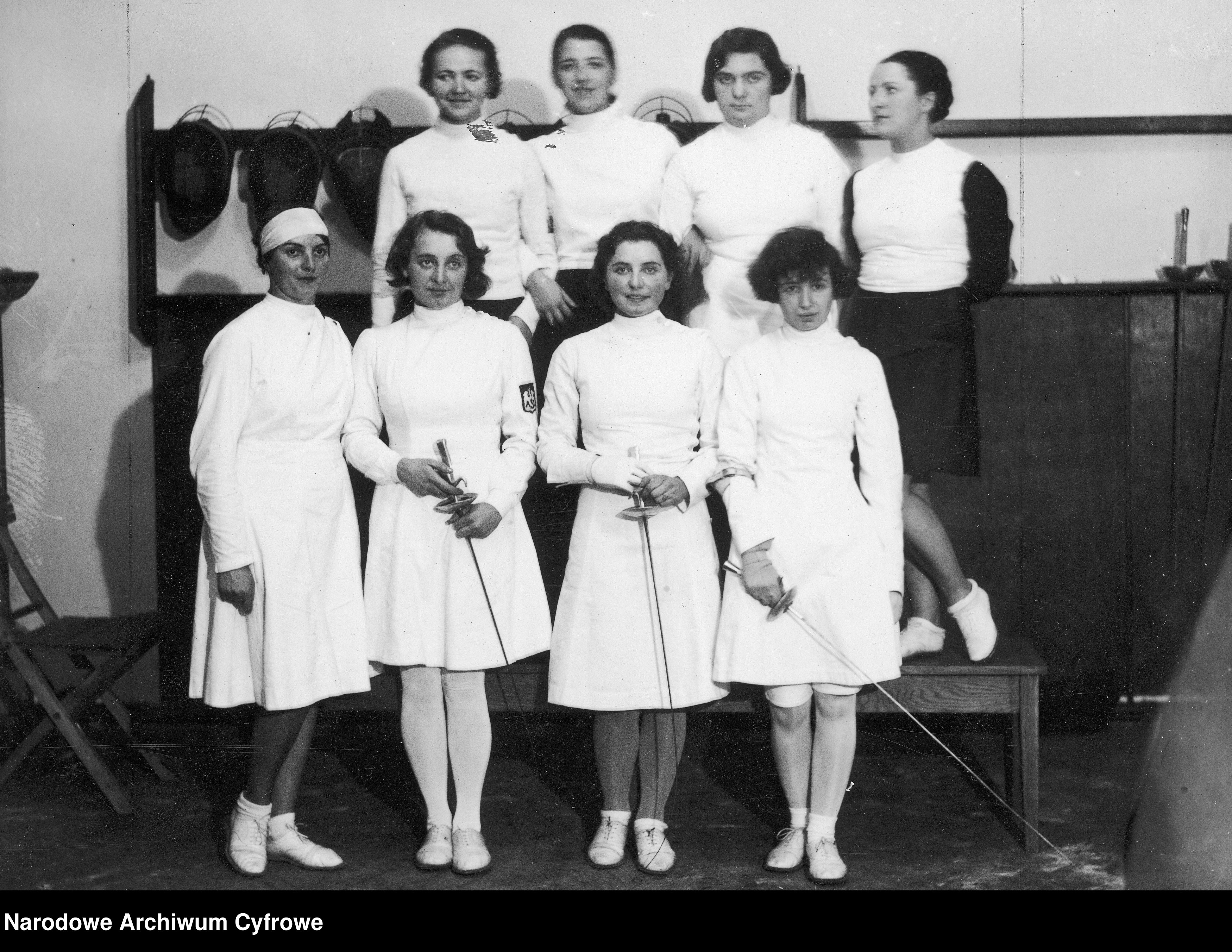
Zawody szermiercze we florecie kobiet o puchar prezesa Związku Dziennikarzy Sportowych Wacława Sikorskiego, grudzień 1934. Od lewej w pierwszym rzędzie stoją: Laskowska, Małgorzata Serini, Jadwiga Duch, Goryńska, w drugim rzędzie stoją od lewej: Szustrówna, Ryszfeldówna (Riszwaldówna), Herta Stanoszkówna, Rottenbergowa

### Kariera sportowa
W młodości uprawiała wyczynowo sport. Reprezentowała Polskę we florecie. W 1934 została wicemistrzynią Polski we florecie. Wielokrotnie zdobyła w tej dziedzinie zespołowe mistrzostwo Polski. W 1939 uczestniczyła w zawodach szermierczych w Budapeszcie i w Mistrzostwach Akademickich Świata w Monte Carlo. Jako florecistka zakwalifikowała się na olimpiadę w Londynie w 1948, ale nie pojechała na nią ze względu na wygraną w konkursie na ordynatorkę w Instytucie Gruźlicy w Warszawie.
Uprawiała narciarstwo, łyżwiarstwo, jeździectwo, pływanie, tenis oraz taternictwo. W 1946 z Tadeuszem Orłowskim i Wandą Kamińską dokonała pierwszego przejścia uskoku Zadniego Mnicha. Często wspinała się w parze z Wandą Kamińską.
W czasie okupacji niemieckiej, od 1940, uczestniczyła w zajęciach prywatnego półlegalnego zakładu gimnastyczno-leczniczego przy ul. Hożej w Warszawie.

### Kariera zawodowa
W czasie powstania warszawskiego pracowała w klinice położniczo-ginekologicznej przy ul. Starynkiewicza w Warszawie, kierowała oddziałem położniczo-ginekologicznym Szpitala Dzieciątka Jezus. Uczestniczyła w tajnym nauczaniu w zakresie położnictwa i ginekologii – wykładała na tajnym Uniwersytecie Warszawskim i w szkołach pielęgniarskich. Pomagała kobietom, m.in. Żydówkom, które się ukrywały i były prześladowane, pomagała więźniom Pawiaka. W 1967 została za to uhonorowana Medalem „Sprawiedliwy wśród Narodów Świata”.
Pod koniec sierpnia 1944 została ewakuowana z oddziałem położniczo-ginekologicznym Szpitala Dzieciątka Jezus w Warszawie do Milanówka, a potem do Żyrardowa. W latach 1945–1948 była kierowniczką Oddziału Położniczego szpitala w Żyrardowie. Od 1948 ordynatorką Oddziału Położniczo-Ginekologicznego Szpitala Wolskiego, który z czasem stał się częścią Instytutu Gruźlicy. Habilitowała się na podstawie pracy Leczenie gruźlicy narządu rodnego. Od 1953 kierowała Zakładem Położnictwa i Ginekologii w Studium Doskonalenia Lekarzy (obecnie Centrum Medyczne Kształcenia Podyplomowego).
Od 1961 pracowała w Miejskim Szpitalu Bielańskim, gdzie przeniosła się z Instytutem Gruźlicy. Była wówczas specjalistką krajową w zakresie położnictwa i ginekologii. W latach 1967–1973 była kierowniczką Katedry Kliniki Położnictwa i Chorób Kobiecych Akademii Medycznej w Warszawie. Przejęła kierownictwo katedry po śmierci męża. Była ordynatorką oddziału ginekologiczno-położniczego w Instytucie Gruźlicy w Warszawie. W 1951 uzyskała profesurę na Akademii Medycznej w Warszawie. Była lekarką sportową na olimpiadzie w Helsinkach w 1952.
Zajmowała się położnictwem, patologią ciąży i połogu oraz porodu kierowanego, a także onkologią ginekologiczną. Była specjalistką w zakresie gruźlicy narządów rodnych. Jako pierwsza w Polsce (1949) wykonała cięcie cesarskie w przypadku położenia poprzecznego zaniedbanego płodu. Opracowała technikę operacyjnego leczenia ciąży szyjkowej.
Napisała ok. 90 prac naukowych w języku polskim, niemieckim, francuskim i angielskim, współtworzyła podręczniki studenckie i lekarskie. Opracowała broszury edukacyjne dla kobiet.
W latach 1940–1944 współpracowała z tajnym warszawskim Komitetem Porozumiewawczym Lekarzy Demokratów i Socjalistów. Po wojnie należała do Towarzystwa Świadomego Macierzyństwa.

### Odznaczenia
Otrzymała Krzyż Kawalerski (1957) i Komandorski (1964) Orderu Odrodzenia Polski oraz Odznakę „Za wzorową pracę w służbie zdrowia” (1960).

## Upamiętnienie
W 2013 na Warszawskim Uniwersytecie Medycznym zorganizowano konferencję upamiętniającą ją i męża.
W 2019 była jedną z bohaterek warsztatów pod hasłem Zgierskie Siłaczki prowadzonych przez Stowarzyszenie EZG w ramach Młodzieżowej Akademii Historii prowadzonych dla młodzieży w Chomiąży Szlacheckiej i Biskupinie.
Była jedną z bohaterek wystawy czasowej Damy i gorszycielki. Kobieta w dwudziestoleciu międzywojennym Muzeum Miasta Zgierza (2020), a następnie w Muzeum Regionalnym im. Stanisława Sankowskiego w Radomsku (2022–2023).